# The Persistent Lovers
The Persistent Lovers é um filme de drama mudo britânico de 1922, dirigido por Guy Newall e estrelado por Newall, Ivy Duke and A. Bromley Davenport. Foi uma adaptação de um romance de A. Hamilton Gibbs.

## Elenco
- Guy Newall - Richard Ardley-Manners
- Ivy Duke - Lady Audrey Beaumont
- A. Bromley Davenport - Duque de Harborough
- Julian Royce - Anthony Waring
- Lawford Davidson - Ivor Jocelyn
- Barbara Everest - Joyce
- Douglas Munro - John
- Ernest A. Douglas - Reverendo Ardley-Manners
- Emilie Nichol - Duchess